# AMX-13
AMX-13 — французький легкий танк з хитною баштою. Розроблений в 1946—1949 роках і, неодноразово модернізований, вироблявся серійно в Франції з 1952 до 1964 року, та за ліцензією в Аргентині в 1968-1985 роках.